# Fletcher (Ohio)
Fletcher es una villa ubicada en el condado de Miami en el estado estadounidense de Ohio. En el Censo de 2010 tenía una población de 473 habitantes y una densidad poblacional de 587,22 personas por km².

## Geografía
Fletcher se encuentra ubicada en las coordenadas 40°8′30″N 84°6′43″O / 40.14167, -84.11194. Según la Oficina del Censo de los Estados Unidos, Fletcher tiene una superficie total de 0.81 km², de la cual 0.81 km² corresponden a tierra firme y (0%) 0 km² es agua.

## Demografía
Según el censo de 2010, había 473 personas residiendo en Fletcher. La densidad de población era de 587,22 hab./km². De los 473 habitantes, Fletcher estaba compuesto por el 97.04% blancos, el 0% eran afroamericanos, el 0.21% eran amerindios, el 0% eran asiáticos, el 0% eran isleños del Pacífico, el 0.63% eran de otras razas y el 2.11% pertenecían a dos o más razas. Del total de la población el 0.85% eran hispanos o latinos de cualquier raza.